# Зунд (океанология)

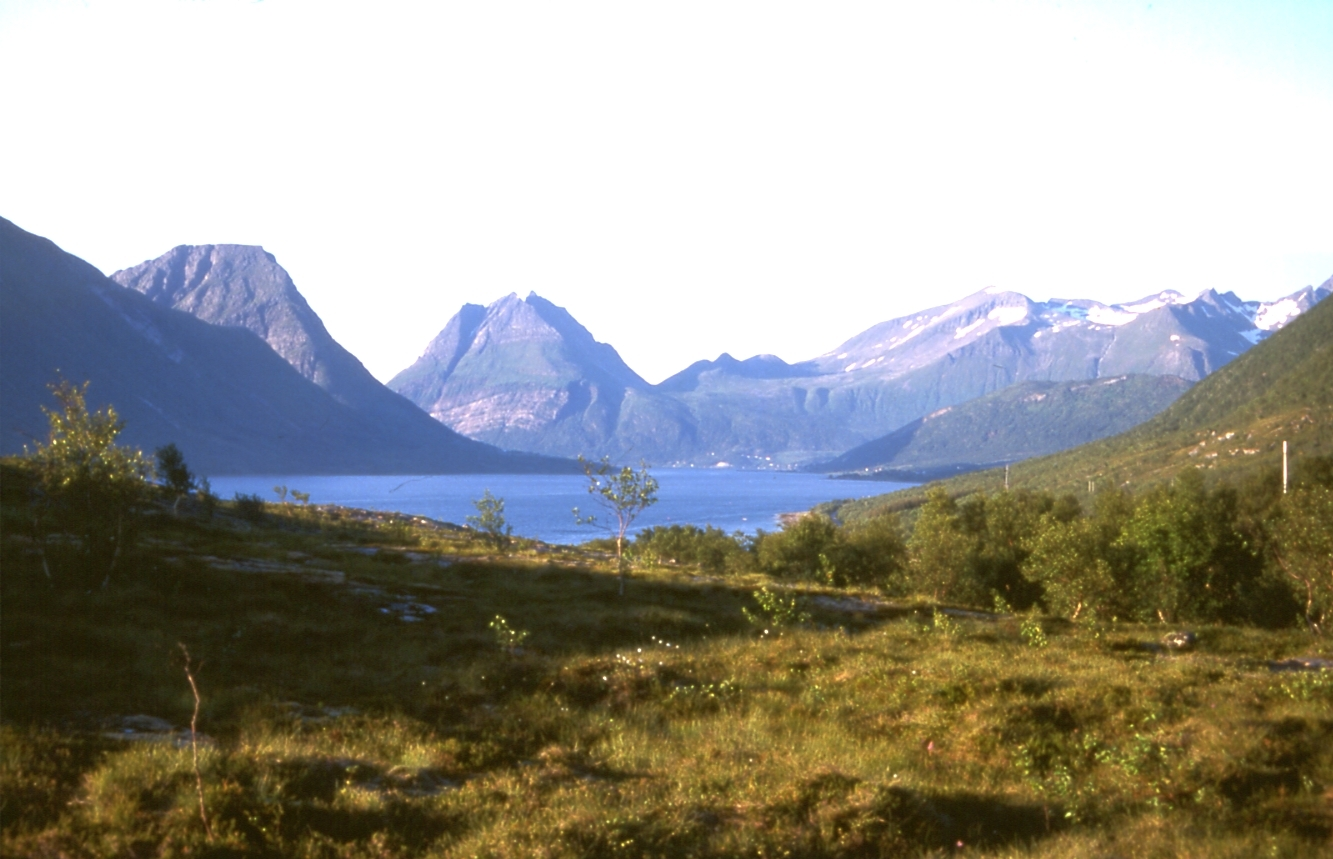
Альдерсунн в Хельгеланде, Норвегия, отделяет остров Альдра (слева) от континента.

Зунд — это небольшая акватория, обычно соединенный с большим морем или океаном. В использовании термина в англоязычных географических названиях мало последовательности. Термин может обозначать как залив, более глубокий, чем бухта, и шире, чем фьорд, так и к узкий пролив, или может обозначать лагуну, расположенную между барьерными островами и материком.

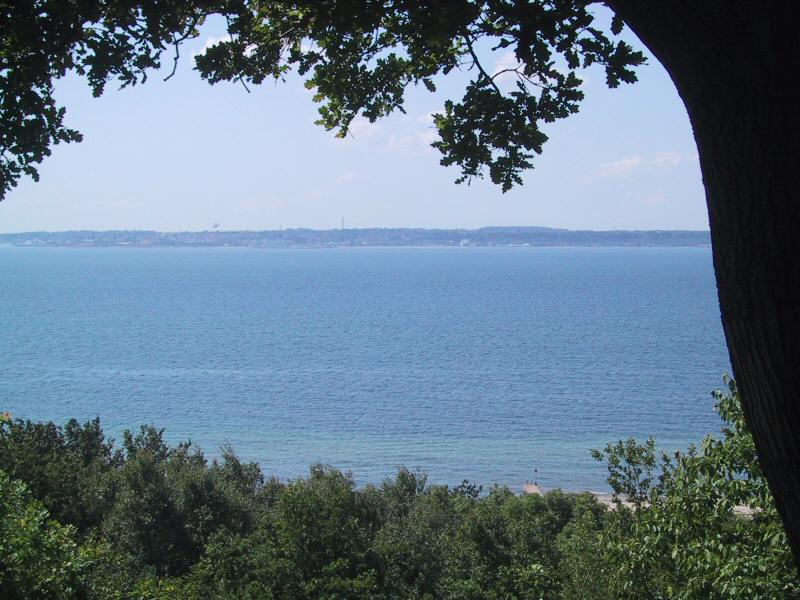
Вид на Эресунн (The Sound), из Хельсингборга, Швеция

Зунд часто образуется морем, затопляющими долину реки, формирую длинную бухту, где наклонные склоны долины спускаются к морю и продолжаются под водой, образуя наклонное морское дно. Мальборо-Саундс в Новой Зеландии — хороший пример образования такого типа.
Иногда зунд образуется ледником, для такого случая характерны крутые, почти вертикальные склоны, уходящие глубоко под воду. Морское дно часто плоское и глубже со стороны суши, чем со стороны моря, из-за отложений ледниковой морены. Этот тип зунда правильнее называть фьордом.
В более общем североевропейском употреблении зунд — это пролив или самая узкая часть пролива. В Скандинавии и вокруг Балтийского моря насчитывается более сотни проливов, называемых Зунд, в основном названных в честь острова, который они отделяют от континента или более крупного острова.
Также Зунд — это общепринятое международное краткое название пролива Эресунн, разделяющего Данию и Швецию, и являющегося основным водным путем между Балтийским морем и Северным морем.
В районах, исследованных британцами в конце 18 века, особенно на северо-западном побережье Северной Америки, термин «зунд» применялся к бухтам с большими островами, например Хау-Саунд в Ванкувере и Пьюджет-Саунд в штате Вашингтон. Термин также применялся к водоемам с открытой водой, не полностью открытыми океану, таким как проливКоролевы Шарлотты в Канаде.

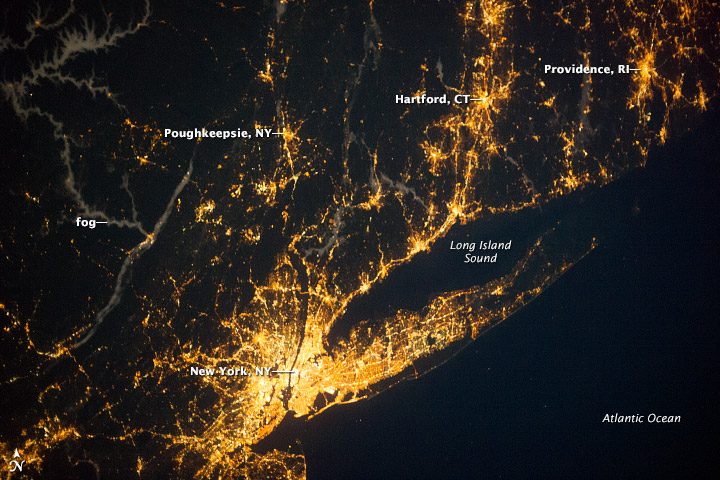
Пролив Лонг-Айленд в столичном районе Нью-Йорка, вид из космоса ночью

Вдоль восточного побережья и побережья Мексиканского залива Соединенных Штатов ряд водоемов, отделяющих острова от материка, называются «зунд». Пролив Лонг-Айленд отделяет Лонг-Айленд от восточного побережья Бронкса, округа Вестчестер и южной части Коннектикута . Точно так же в Северной Каролине ряд больших лагун лежит между материком и его барьерными пляжами, Внешними отмелями . К ним относятся Pamlico Sound, Albemarle Sound, Bogue Sound и некоторые другие. Пролив Миссисипи отделяет Мексиканский залив от материка вдоль большей части побережья Алабамы и Миссисипи .

## Этимология
Термин sound происходит от англо-саксонского или древнескандинавского слова sund, что также означает «плавание».